# Texistepeque
Texistepeque é um município do Distrito de Santa Ana, no Departamento de Santa Ana, região ocidental de El Salvador.
Possui uma área territorial de 178.97 km² e uma população de 20 802 habitantes. É dividido em 6 regiões e 78 aldeias.

## Transporte
O município de Texistepeque é servido pela seguinte rodovia:
- SAN-04, que liga a cidade de Santa Ana ao município
- SAN-09, que liga a cidade de El Porvenir ao município
- SAN-15 (CHA-26), que liga a cidade ao município de Nueva Concepción (Departamento de Chalatenango)
- CA-12, que liga o distrito de Metapán (Departamento de Santa Ana) (e a Fronteira El Salvador-Guatemala, na cidade de Concepción Las Minas) à cidade de Acajutla (Departamento de Sonsonate)
- SAN-10, que ligam vários cantões do município [1]